# Волосянка (Стрийський район)
Волося́нка — село в Україні, у Стрийському районі Львівської області, яке розміщене в долині річок Славка та Ялинкувата, серед гір Сколівських Бескидів.
Населення становить 1470 осіб (2023). Орган місцевого самоврядування — Славська селищна рада.
Волосянка розташована на відстані 8 км від відомого гірськолижного курорту Славське.

## Географія
На захід від села розташована відома гора Високий Верх (1242 м) та джерело (пам'ятка природи) «Писана Криниця» (за 1 км на північ від вершини гори). Також в західному напрямку є такі вершини: г. Плішка (1032,2 м), г. Ярочище (987 м) та г. Ялина (1164,5 м). На півдні є гора Ільза (1064,5 м). Зі сходу село Волосянка оточене долиною річки Славка та меншим гірським масивом, який простягається до хребта Бескид. Через північну частину села проходить газопровід Уренгой.

## Історія
Перша письмова згадка про село Волосянка належить до 1572 р.

## Населення
Згідно з переписом УРСР 1989 року чисельність наявного населення села становила 1370 осіб, з яких 695 чоловіків та 675 жінок.
За переписом населення України 2001 року в селі мешкало 1437 осіб. 100 % населення вказало своєю рідною мовою українську.

## Туризм
На сьогодні Волосянка стає щораз популярнішою як гірськолижний курорт. На відстані близько 2 км від села Волосянка, біля підніжжя гори Зворець (1223 м), що входить до гірського масиву гори Високий Верх (1242 м), розташований відомий гірськолижний комплекс «Захар Беркут». На горі Високий Верх розташована пам'ятка Криниця Довбуша.
Крім зимового туризму у Волосянці набуває розквіту зелений туризм. Навесні, влітку та восени практикуються походи в гори, збір грибів та ягід, купання в гірській річці, екскурсії по горах.

## Релігійні споруди
- Церква Пресвятої Євхаристії — це дерев'яна тризрубна триверха церква, пам'ятка архітектури національного значення, стоїть в центрі села Волосянка, на кладовищі, недалеко від нового дерев'яного храму. Стара церква закрита. Відомо, що до Другої світової війни її покровителями були брати барони Гредлі із Сколе. Навпроти головного входу в храм стоїть широка, приземкувата дзвіниця. Церква і дзвіниця створюють яскравий ансамбль народної архітектури бойківської школи. Біля церкви є старе кладовище.

- Церква Преображення Господнього (дер.) 1762—1824 рр. і її дзвіниця

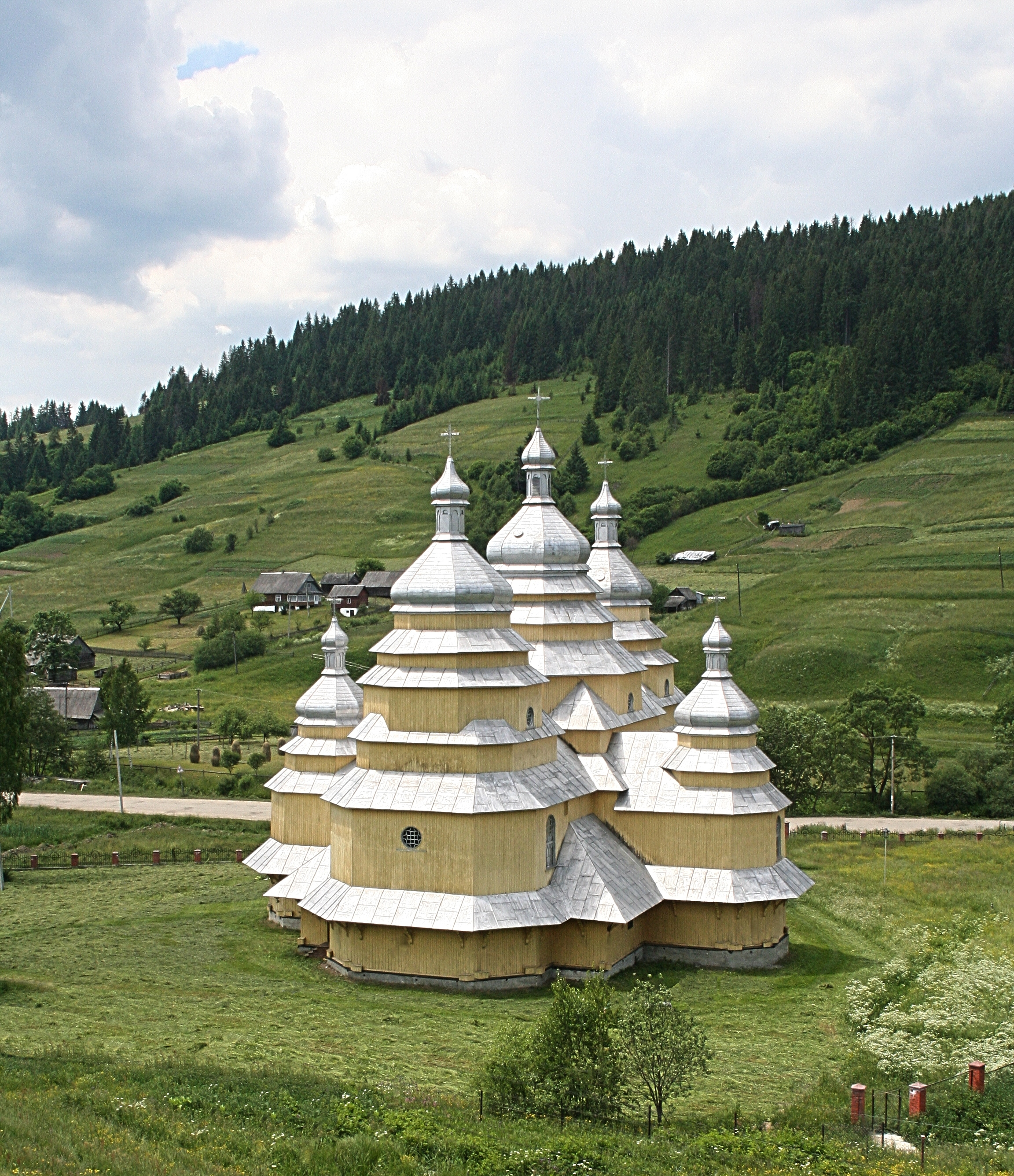
Церква Преображення Господнього
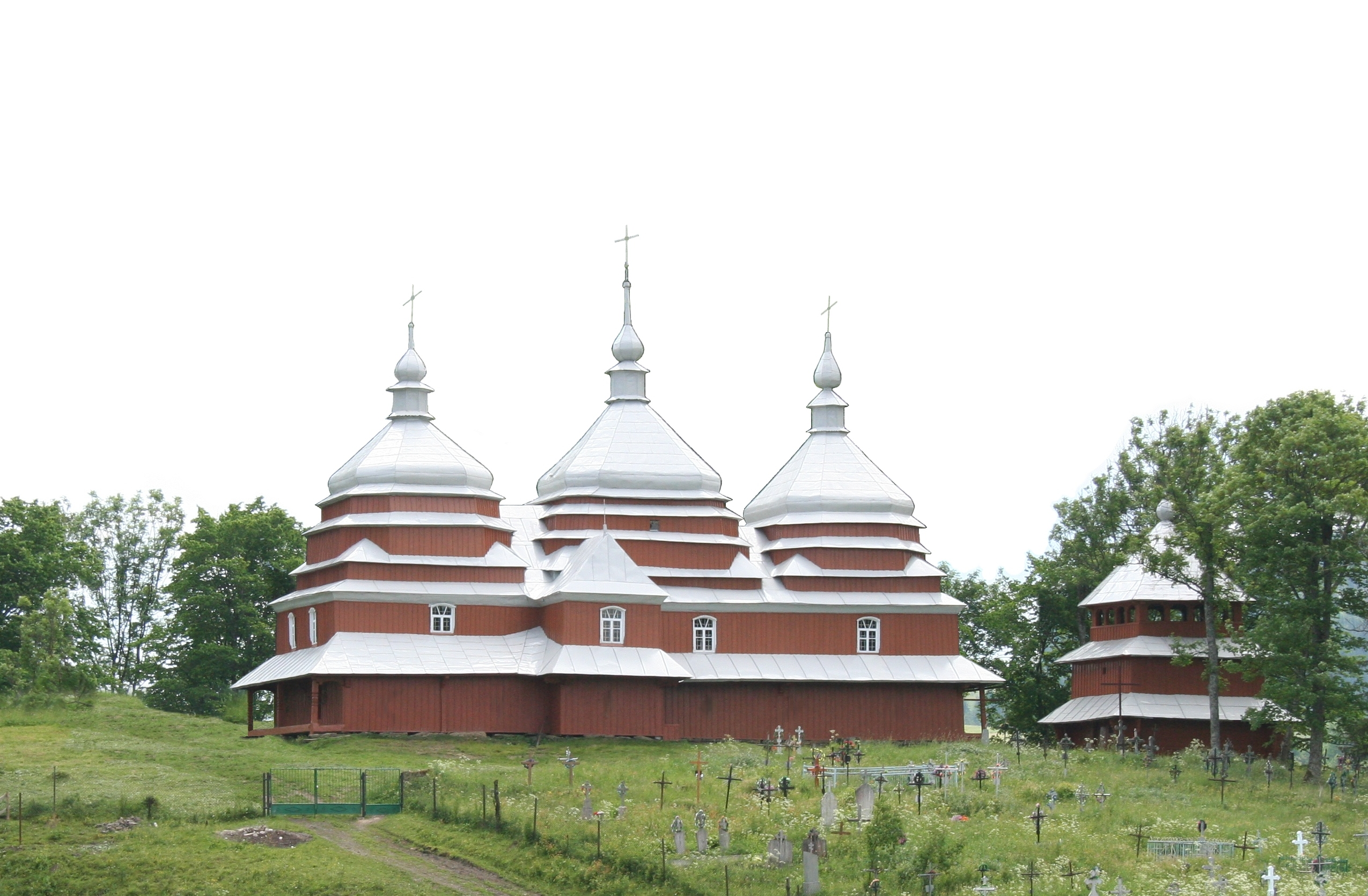
Церква Пресвятої Євхаристії

## Відомі люди

### Народилися
- Гриців Володимир Іванович — солдат Збройних сил України, учасник ATO[6];
- Іванів Володимир Васильович — головний редактор газети «Зубрівки».
- Лелів Василь Васильович (1986—2023) — сержант Збройних Сил України, учасник російсько-української війни.
- Павлюк Степан Петрович — український науковець, етнолог, історик, доктор історичних наук, академік НАН України;
- Олег Полянський — український історик, педагог, громадський діяч;

### Працювали
- о. Іван Ревакович (8.10.1814, Гарматовичі — 3.2.1904) — батько Тита Реваковича, священик УГКЦ, парох села, помер та похований тут поблизу церкви;[7]
- о. Михайло Ревакович (1861—1950) — син о. Івана Реваковича; український священик, громадський діяч, мисливець. Народився, працював і помер у Волосянці.